# Joseph Liao Hongqing
Joseph Liao Hongqing (chiń. 廖宏清; ur. w 1966) – chiński duchowny katolicki, biskup Jiaying od 2003.

## Życiorys
Święcenia kapłańskie otrzymał 24 lipca 1991.
Został wybrany biskupem ordynariuszem Jiaying. Sakrę biskupią przyjął z mandatem papieskim 26 września 2003. 